# Laurent Schwartz
Laurent Schwartz   (16è districte de París i París, 5 de març de 1915 - 14è districte de París, 4 de juliol de 2002) va ser un matemàtic francès conegut pels seus treballs sobre la teoria de distribucions. Va rebre la Medalla Fields el 1950.

## Vida
Durant la seva escolarització va ser un estudiant brillant, sobretot en llatí, grec i matemàtiques. Un dels seus professors va dir als seus pares: "Us diran que el vostre fill és dotat per als idiomes, però li interessen de fet només l'aspecte científic i matemàtic: ha de convertir-se en matemàtic". Amb aquest consell i el recolzament del seu oncle, el conegut pediatra Robert Debré, va inclinar-se per estudiar matemàtiques. El 1934 va entrar a l'Escola Normal Superior de París en la qual es va graduar el 1937. Va fer el servei militar com a oficial entre 1937 i 1939, servei perllongat un any a causa de la Segona Guerra Mundial. Va ser desmobilitzat el 1940 després de l'ocupació de França per l'exèrcit nazi. Per la seva militància política esquerranista i per la seva condició de jueu els anys de l'ocupació va ser difícils, tot i tenir un petit sou del CNRS. Amb la seva dona, Marie-Hélène Schwartz, van haver d'amagar-se i falsificar-se documents d'identitat, escollint el cognom de Sélimartin. Durant aquests temps va continuar estudiant a Clarmont d'Alvèrnia, a on s'havia traslladat la universitat d'Estrasburg i on va entrar en contacte amb el grup N. Bourbaki i va ingressar-hi.
Després de defensar la seva tesi doctoral a Clarmont el 1943, va ser professor durant un curs a la universitat de Grenoble (1944-1945) abans de ser nomenat professor de la universitat de Nancy on va romandre fins al 1953. Aquest any torna a París per a ser professor a la Sorbona, i a l'École polytechnique a partir de 1969. El 1975 va ser elegit membre de l'Acadèmia Francesa de les Ciències. Després de la seva jubilació de l'École polytechnique el 1980, va retornar com professor a la universitat de París VII en la qual es va jubilar definitivament el 1983.

## Obra
La seva obra matemàtica es pot dividir en cinc camps: anàlisi matemàtica, teoria de les distribucions, anàlisi funcional, física teòrica i teoria de la probabilitat.
Els seus treballs més importants (pels quals va rebre la medalla Fields) van ser els de teoria de les distribucions, que ja havia estat suggerida per Serguei Sóbolev el 1935, però que Schwartz va desenvolupar totalment en els anys 1940's i que li va donar fama internacional. Amb aquests treballs, va introduir la noció de distribució com una extensió del concepte de funció de varies variables reals, amb lo qual donava una nova interpretació de la funció delta de Dirac i anunciava la definició de la derivada generalitzada. El 1950 i el 1951 van publicar-se els dos volums de la seva obra més important: Theorie Des Distributions. Com producte d'aquesta teoria, el 1952, va enunciar i demostrar el seu teorema més conegut: el teorema del nucli de Schwartz.

## Activitat política
Era un anti-colonialista i trotskista, convençut que la política de no-intervenció realitzada pel govern de Léon Blum enfront del nazisme era totalment ineficaç, i fins i tot perillosa. Des de 1936 fins a 1947 va ser militant del partit trotskista. A partir de 1960 va presidir el Comitè Maurice Audin, que protestava contra els mètodes emprats per l'exèrcit francès a la guerra d'Algèria defensant el dret a l'objecció dels joves i dels militars francesos i la legitimitat de les reivindicacions nacionals algerines. També el 1960 va presidir l'assemblea constituent del Partit Socialista Unificat, un partit d'esquerra radical no prosoviètic. Va participar activament en els moviments contra la Guerra de Vietnam, contra la intervenció soviètica a Afganistan i en favor d'intel·lectuals reprimits (sobre tot matemàtics, a través del Comité des Mathématiciens, 1973-1985) a tot el món.

## Altres activitats
Malgrat que les seves ocupacions matemàtiques, docents i polítiques li consumien quasi tot el seu temps, encara trobava el temps suficient per dedicar-se a la seva afició per les papallones, de les quals va ser un caçador i col·leccionista apassionat. La seva col·lecció, composta de quatre brillants famílies de lepidòpters i amb uns 20.000 exemplars, va ser confiada a diversos museos francesos i estrangers.